# Philippe de Pont
Philippe de Pont, également appelé Milon, mort en 1121, était un prélat français du XIIe siècle, évêque de Troyes. 

## Biographie
Issu de la maison de Traînel, il est le fils de Pons Ier de Traînel, seigneur de Traînel et de Pont, et de Mélisende Caravicina de Montlhéry, ainsi que le frère de Garnier Ier de Traînel.
Il devint évêque de Troyes en 1081. Il était au concile de Sens et la même année au mariage du roi avec Bertrade de Montfort. Il convoqua plusieurs conciles à Troyes, l'un avec les évêques de Reims, Tours et Sens qui eut à statuer sur le mariage royal ; un autre en 1107, en présence du pape Pascal II qui appelait à la croisade.

## Blason
D'argent à la fasce d'azur chargé de trois cotices d'or.

## Sources
- Jean Charles Courtalon-Delaistre, Topographie historique de la ville et du diocèse de Troyes, 1783, p. 338.